# 藤原玄明
藤原 玄明（ふじわら の はるあき）は、平安時代中期の坂東（関東地方）の土豪。素性の詳細は不明で、その姓名から、承平天慶の乱の首謀者の一人で平将門に常陸介に任ぜられた藤原玄茂の一族と考えられる。『将門記』でその人物像を「素（もと）ヨリ国ノ乱人タリ、民ノ毒害タルナリ」と酷評されている。

## 略歴
常陸国東部の霞ヶ浦沿岸地方を拠点として農地を経営していたと見られる。また、玄明や藤原玄茂は、『将門記』に見える「奈何久慈両郡の藤氏」の一族であり、桓武平氏のように東国に留住していた藤原氏であった可能性が指摘されている。玄明は領地の収穫物を思うまま横領し、国府には租税を一切納めず、常陸介・藤原維幾に抵抗していた。天慶2年（939年）、維幾は太政官符の指示に従い玄明らを逮捕しようとするが、玄明は妻子を連れて下総国豊田郡へ逃げ、平将門に庇護を求めた。その道中に常陸の行方・河内両郡の不動倉 を襲撃、略奪した。維幾は将門に玄明らの身柄引き渡しを要求するが、将門は「既に逃亡した」とこれを拒否し、玄明を支援すべく私兵を集めて11月21日常陸国府に出兵して玄明の追捕撤回を求めた。これに対し常陸国府は武装を固めて要求を拒否して、両者の合戦となり、兵力で劣る将門勢が圧勝して国府を占領、国司を捕縛する事となる。これにより、平将門の乱は坂東平氏一族の間での「私闘」から朝廷への「反乱」に発展するに至った。
また、将門が若年の頃仕えていた藤原忠平へ送った書状によると、常陸国府を攻撃・占領した事について、
「維幾の子為憲（ためのり）が公の威光をかさに着て玄明を圧迫しており、玄明の愁訴によって事情を確かめに常陸国府に出向いたところ、為憲は平貞盛と結託して兵を集めて挑んでまいりましたので、これを撃破したのでございます」
とあり、この事件は、平将門が藤原玄明を助けようとした事よりも、将門と対立関係にあった従兄弟の平貞盛の画策であった可能性があるともされている。
平将門は上野国府を占領すると、「新皇」僭称と共に除目（じもく）すなわち新しい国司等の役人の任命を行なっているが、藤原玄明はその中に入っていない。
将門の新皇僭称後僅か2ヶ月の天慶2年2月（940年3月）、藤原秀郷・平貞盛・藤原為憲らとの合戦で将門が討ち死にすると勢力は一気に瓦解し、後日常陸にて玄明も斬られた。

## 背景
藤原玄明の系図は明らかでないが、当時一般的であった土着受領の末裔であったかと考えられる。律令制が崩壊する一方、都での栄達の道を閉ざされた皇族・貴族が地方に国司として赴任して蓄財し、任期が終わっても都に帰らずその地に土着する事が多くなった。坂東でもそうした土着受領が各地に見られたが、その規模は様々であった。広大な農地を私有して多数の農民を支配下に置く大領主から、比較的小規模な領地しかもたず、大規模な館を構えず浮動性が強い者もいた。藤原玄明は後者に属する。玄明が藤原維幾に追われて、妻子や郎党を引き連れて将門の下に庇護を求めたという事からも、彼が土地に根を張って勢力を得ているような大規模領主ではなく、浮動性のある小規模な土豪であった可能性が強い。

## 関連作品
- NHK大河ドラマ『風と雲と虹と』

原作：海音寺潮五郎『平将門』『海と風と虹と』
役名：鹿島玄明／演じた俳優：草刈正雄、鹿島玄道／演じた俳優：宍戸錠
※原作では藤原玄明として単独で描かれていたが、ドラマでは鹿島玄明と鹿島玄道に分かれ、前者はニヒルで陰のある、後者は豪放磊落で行動的な人物という設定であった。

## 評価
将門記では「もともと国にとって危険な人物であり、人民にとっては有害となる者であった。」とある。